# St. Michael (Munster)

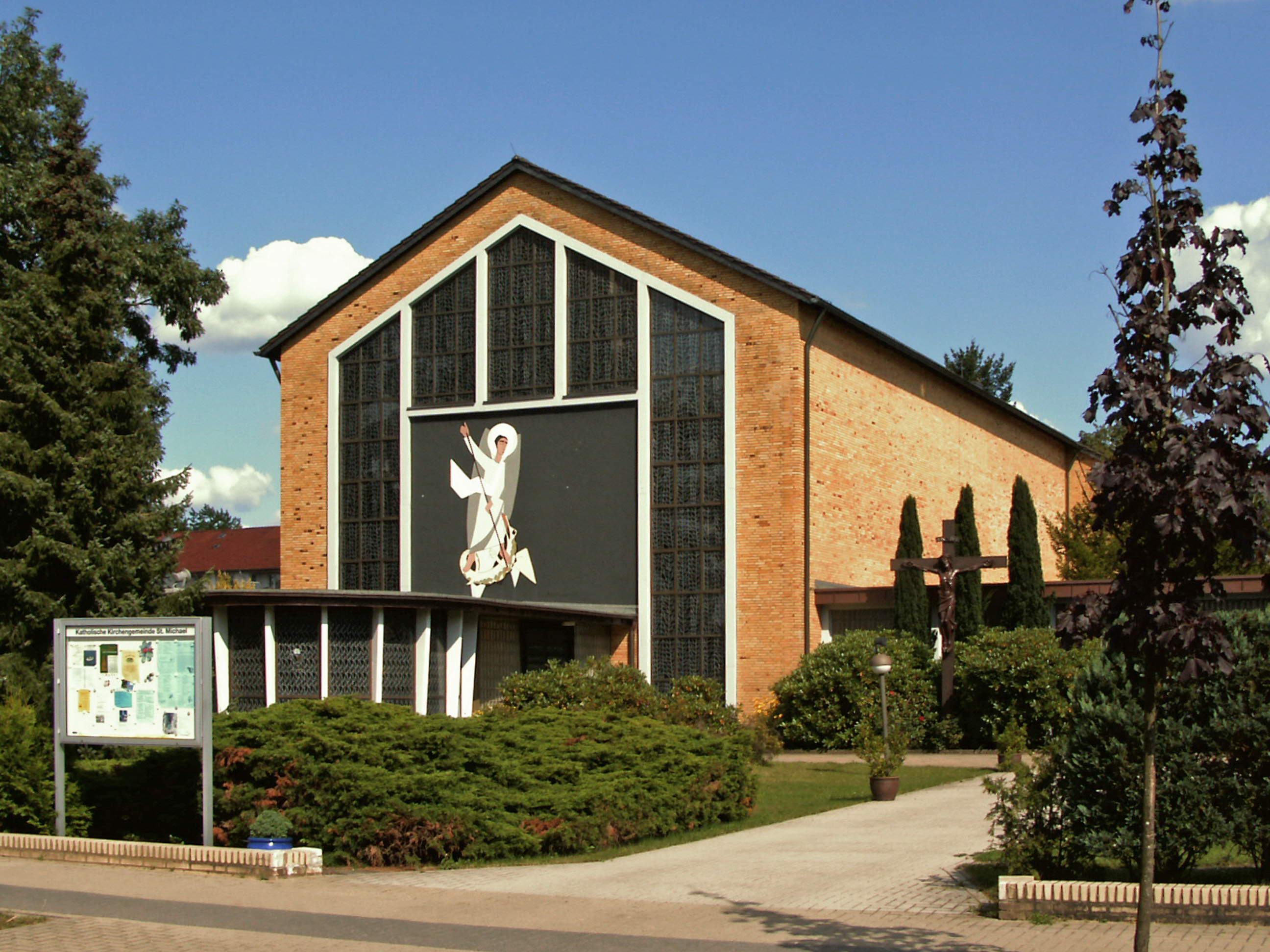
Kath. Pfarrkirche St. Michael

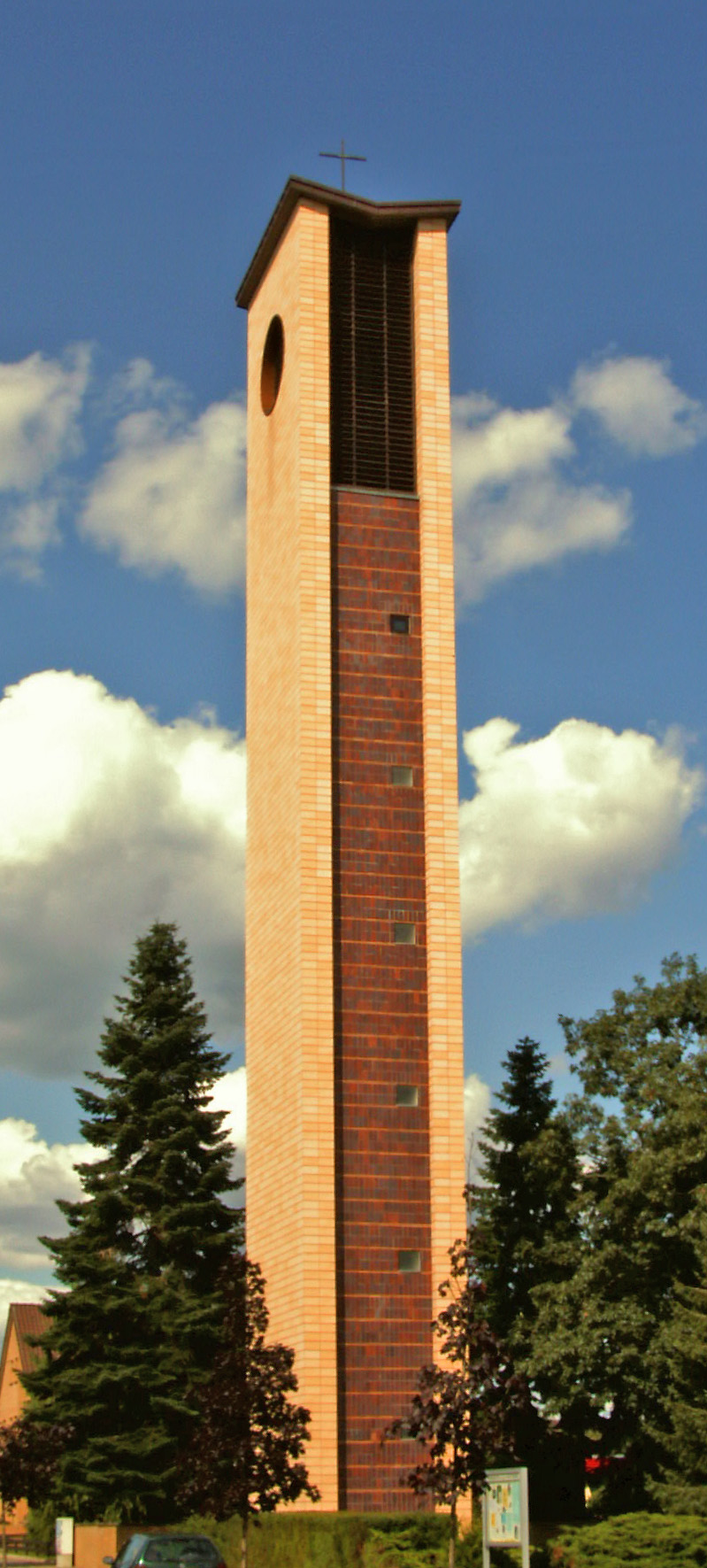
Kirchturm

St. Michael ist die römisch-katholische Kirche in Munster, einer Stadt im Landkreis Heidekreis in Niedersachsen. Sie ist eine Pfarrkirche. Ihre gleichnamige Pfarrgemeinde gehört zum Dekanat Celle des Bistums Hildesheim, und wird sowohl von der Militär- als auch von der Zivilgemeinde genutzt. Die nach dem Erzengel Michael benannte Kirche befindet sich in der Bahnhofstraße 27.

## Geschichte
Bereits seit mindestens 1933 fand in einer Lagerkirche auf dem Truppenübungsplatz Munster katholischer Gottesdienst statt. Darüber hinaus fanden während des Zweiten Weltkriegs, und auch danach, katholische Gottesdienste in der evangelischen St.-Urbani-Kirche in Munster statt.
Ab 1945 vergrößerte sich die Zahl der Katholiken in Munster durch kriegsgefangene deutsche Soldaten sowie durch den Zuzug von Flüchtlingen und Heimatvertriebenen aus den Ostgebieten des Deutschen Reiches erheblich. Im Sommer 1945 wurde im Lager eine ehemalige Reithalle, die auch als Theaterbaracke genutzt worden war, zu einer Kirche ausgebaut; 1946 musste diese Kirche wieder aufgegeben werden. Stattdessen wurden zwei Baracken als Kirchenräume eingerichtet: In einem ehemaligen Pistolenschießstand wurde eine Lagerkirche eingerichtet, sie wurde bis zur Einweihung der heutigen Kirche genutzt. Ferner wurde in einem Haferschuppen eine Lazarettkirche eingerichtet, diese wurde Ende Dezember 1949 wieder aufgelöst.
Am 18. Juli 1959 erfolgte die Grundsteinlegung für die heutige Kirche durch Bischof Heinrich Maria Janssen und Militär-Generalvikar Georg Werthmann. Der Bau der Kirche oblag Herbert Hölsken (1926–2015), damals Standortpfarrer in Munster. Am 1. April 1960 wurde die katholische Kirchengemeinde (Kuratiegemeinde) „Munster Kr. Soltau“ eingerichtet, zuvor war Munster ein Seelsorgebezirk der Kirchengemeinde „St. Maria vom hl. Rosenkranz“ in Soltau. Am 10./11. Dezember 1960 erfolgte die Konsekration der Kirche durch Bischof Heinrich Maria Janssen.
1977 wurde die Kindertagesstätte „St. Michael“ eröffnet, 1992 wurde sie baulich erweitert.
Seit dem 1. November 2006 gehört zur Pfarrgemeinde auch die Kirche „Heilig Geist“ in Faßberg, zuvor gehörte sie zur Pfarrgemeinde „Sühnekirche vom Kostbaren Blut“ in Bergen.

## Architektur und Ausstattung
Die Kirche, ausgestattet mit einem 37 Meter hohen freistehenden Turm, wurde nach Plänen von Josef Fehlig erbaut. Zur Kirchengemeinde gehört auch die am Klappgarten gelegene Kindertagesstätte „St. Michael“.